# George Henry Fox
George Henry Fox (Ballston Spa, 8 ottobre 1846 – New York, 3 maggio 1937) è stato un dermatologo statunitense.
Insegnante a Columbus dal 1879 e alla Columbia University dal 1904 al 1907. Il suo nome è legato alla malattia di Fox Fordyce.